# Marianne (symbool)

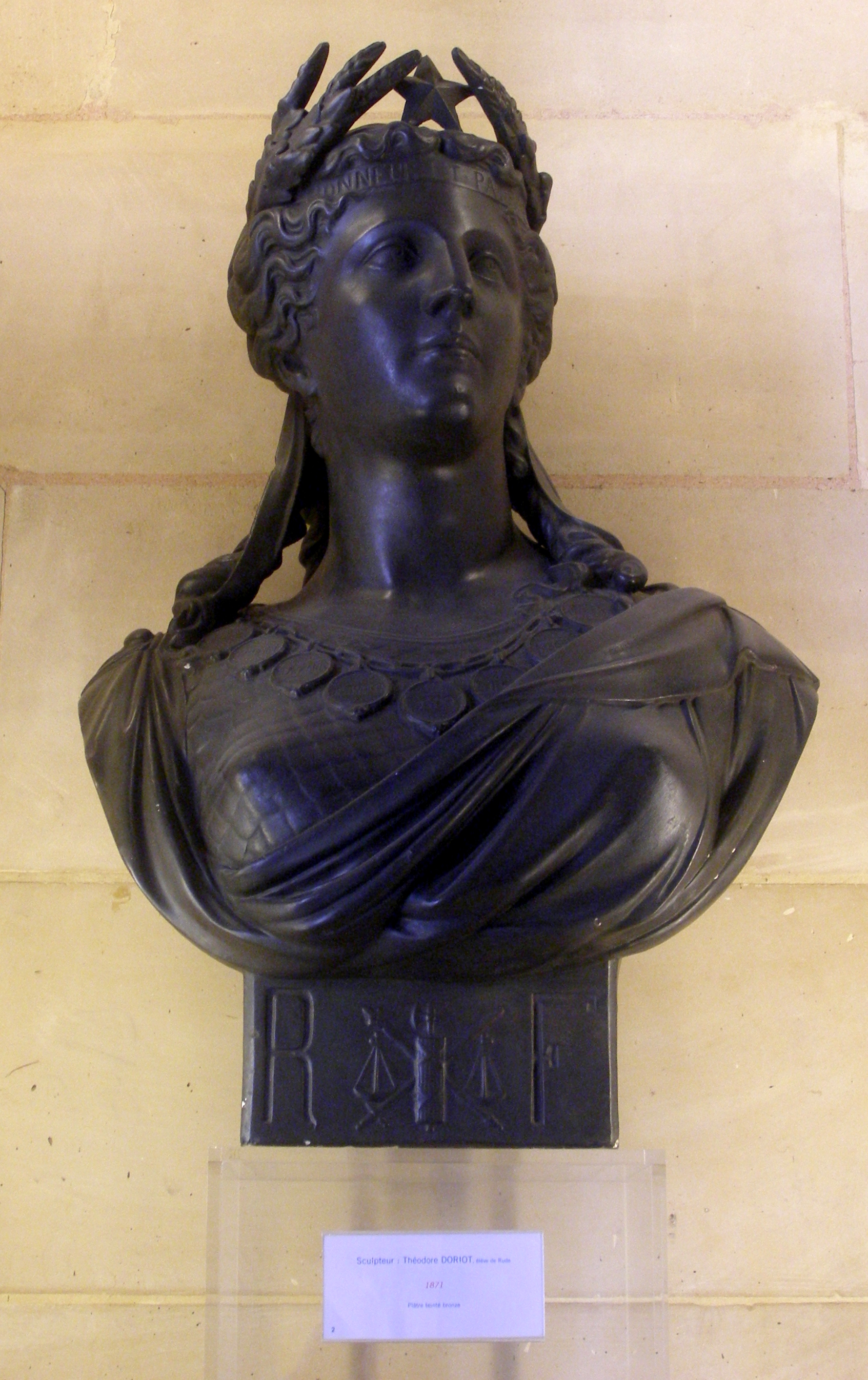
Buste van Marianne in de Franse Senaat

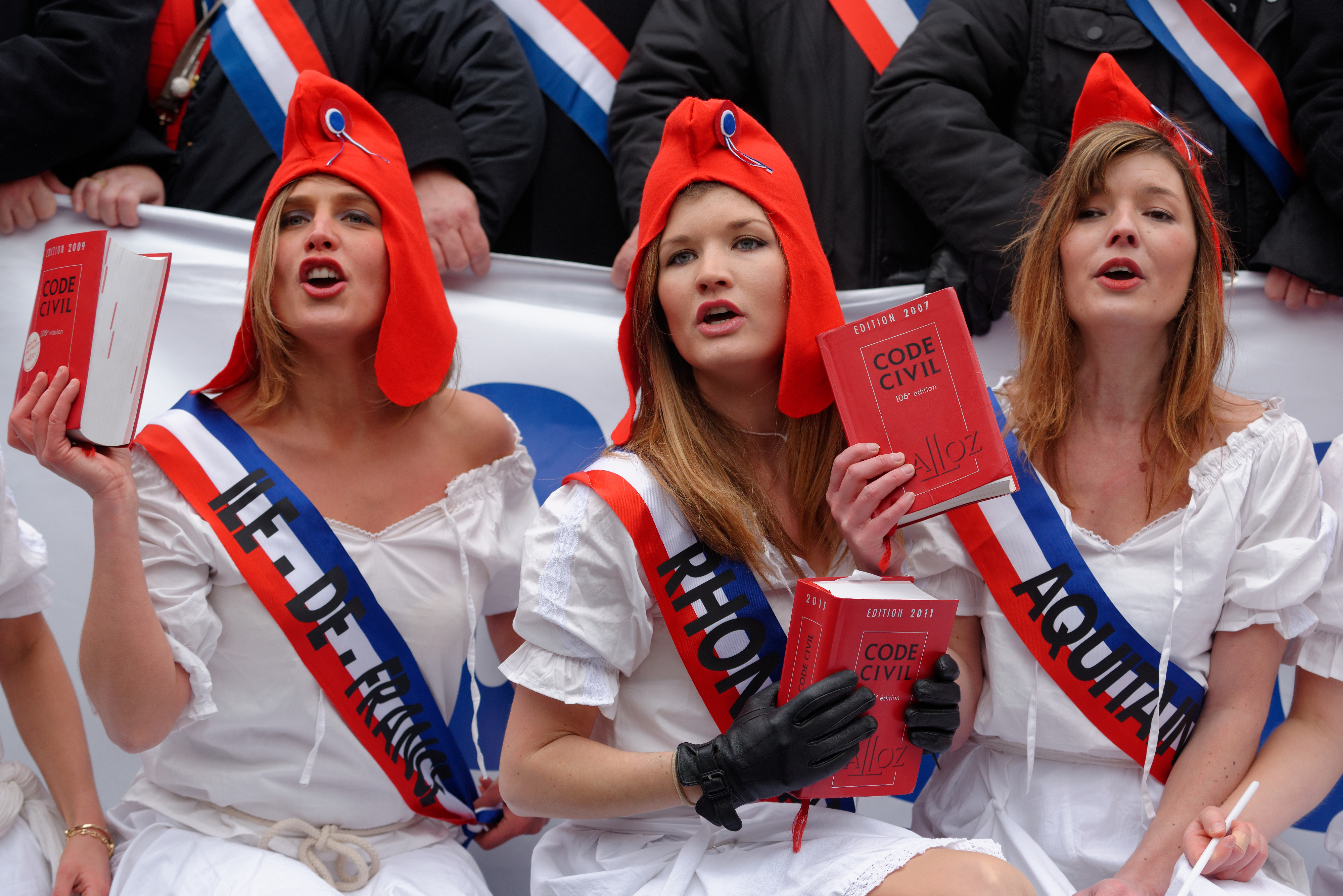
Demonstrerende Mariannes in Frankrijk, 2013

Marianne is de nationale personificatie van Frankrijk. Ze bekleedt een ereplaats in stadhuizen en rechtbanken. Ze symboliseert de 'Triomf van de Republiek', de Vrijheid en de Rede, en is als zodanig een verschijningsvorm van de vrijheidsgodin. Haar beeld staat op het Place de la Nation in Parijs. Marianne draagt vaak een Frygische muts, in de Romeinse Republiek het herkenningsteken van een bevrijde slaaf.
Op Franse medailles wedijvert de gevleugelde Gallische helm als hoofddeksel met de Frygische muts, waar afbeeldingen van Marianne als het symbool van de Franse Republiek werden opgevoerd.
Haar profiel staat op het officiële wapen van het land en op de Franse euromunten en postzegels. Ze stond ook op de Franse munten en bankbiljetten. Als zinnebeeld van de Franse Republiek is ze ook afgebeeld op Franse ridderorden.

## Geschiedenis
In de oudheid was het gewoon om ideeën en abstracte begrippen af te beelden als goden, godinnen of allegorische personificaties. Deze gewoonte kwam weer op tijdens de Renaissance. Tijdens de Franse Revolutie verschenen verschillende personificaties van 'Vrijheid' en 'Rede'. Deze twee figuren werden uiteindelijk verenigd in één figuur met verschillende attributen, soms een haan, een tricolore en een kapje.
In september 1792 werd besloten dat het nieuwe symbool van de staat een staande vrouw met een speer en een kapje zou zijn. De oorzaak van de vrouwelijke identiteit van Marianne zou afhankelijk zijn van de mentaliteit van de Fransen volgens de historicus Maurice Agulhon, die een gedetailleerd onderzoek uitvoerde naar de oorsprong van Marianne. Ook de Bataafse Republiek heeft een op Marianne gelijkende Nederlandse Maagd in het wapen gevoerd. Stedenmaagden hebben al sinds de oudheid steeds een rol in de officiële presentatie en heraldiek van Europa gespeeld.
Het gebruik van het symbool was in het begin onofficieel en verschillend. Pas in 1849, nadat het Ministerie van Binnenlandse Zaken een wedstrijd organiseerde om een nieuw symbool voor de Republiek te vinden, kwam de moderne Marianne voor het eerst voor, in dit geval op een Franse postzegel. Later, tijdens het Tweede Keizerrijk, van 1852 tot 1870 onder Napoleon III, werd het afbeelden van Marianne verboden, en werd zij een clandestien symbool van het verzet tegen het regime. Marianne werd een meer officieel gezicht tijdens de Derde Republiek, 1870-1940, en werd rond 1875 algemeen als embleem gebruikt. Eerst in het stadhuis van Parijs, maar later ook van veel andere Franse steden, werd Marianne met een Phrygische muts afgebeeld, het vrijheidssymbool uit de Franse Revolutie.

## Oorsprong van de naam

La liberté guidant le peuple, De vrijheid leidt het volk (1830), van Eugène Delacroix

Sommigen geloven dat de naam afkomstig is van de jezuïet Mariana, de 16e-eeuwse theoreticus van tirannie, terwijl anderen denken dat het de naam was van de vrouw van de politicus Jean Reubell.
Volgens een oud verhaal ligt de oorsprong in 1797, toen Barras, een van de leden van het Directoire, zijn gastvrouw vroeg naar haar naam: Marie-Anne. Barras vond dat perfect: "Het is een korte en simpele naam die de Republiek evenveel past als u, Madame."
Onderzoek heeft aannemelijk gemaakt dat het eerste voorkomen van de naam Marianne om de Republiek mee aan te duiden in oktober 1792 plaats had, in Puylaurens in het departement Tarn bij Toulouse. Daar werd een lied gezongen in het Provençaals dialect door de dichter Guillaume Lavabre: La garisou de Marianno, Het herstel van Marianne.
De naam van Marianne is ook gebruikt door verschillende Republikeinse geheime organisaties. Tijdens het Tweede Keizerrijk nam een organisatie, waarvan de leden hadden gezworen om het regime omver te werpen, haar naam aan.

## Modellen
Ten tijde van de Vijfde Republiek begonnen officiële bustes de trekken van bekende vrouwen aan te nemen. De eerste was Brigitte Bardot in 1970. Ze werd opgevolgd door Mireille Mathieu in 1978, Catherine Deneuve in 1985, Inès de la Fressange in 1989 en Laetitia Casta in 2000. In 2003 werd Evelyne Thomas, een presentatrice, gekozen als de nieuwe Marianne.

## Een nieuw regeringslogo
Sinds september 1999 zijn de bekendste Franse symbolen, Marianne en Liberté-Egalité-Fraternité, gecombineerd in een nieuw logo, ontworpen door Lionel Jospin onder het toezicht van de Franse Informatiedienst SIG. Sinds 1999 verschijnt dit symbool regelmatig op binnen- en buitenlandse brochures en ander materiaal.